# オヴィンハム駅
オヴィンハム駅(英語:Ovingham railway station)は、ゴーラー線の駅の一つである。オヴィンハムに位置しており、アデレード駅から3.6キロメートル (2.2 mi)離れている。

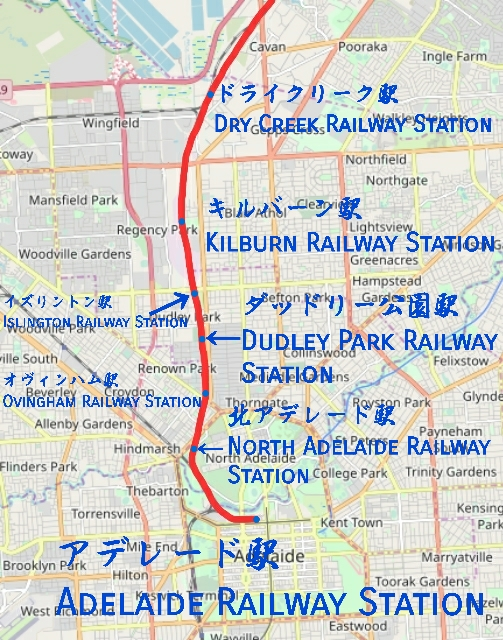
オヴィンハム駅

## 歴史
オヴィンハム駅は1880年代初期に開通した。ゴーラー線で乗客専用の駐車場がない、極めて少ない駅の一つである。この駅は複線区間であり、プラットフォームの両端にある構内踏切で行き来出来る。

## 行き先
| Platform | Destination               |
| -------- | ------------------------- |
| 1番線    | ゴーラー駅/ゴーラー中央駅 |
| 2番線    | アデレード駅              |